# Präprophase
Die Präprophase ist eine Phase während der Mitose von Pflanzenzellen, die bei anderen Eukaryoten nicht vorkommt. Sie geht der Prophase voraus und ist durch zwei charakteristische Ereignisse gekennzeichnet:
1. Die Ausbildung des Präprophasebands, einer dichten Ansammlung paralleler Mikrotubuli direkt unterhalb der Plasmamembran.
2. Die Einleitung der Mikrotubulineubildung an der Kernhülle.

Pflanzenzellen sind durch ihre Zellwand in ihrer Form festgelegt. Im Laufe des Wachstums der Pflanze muss daher, um die korrekte Orientierung jeder Zelle im Gewebe zu gewährleisten, die Zellteilungsebene genau festgelegt werden.
Das Präprophaseband wird unterhalb der Plasmamembran, in der Zellrinde, gebildet. Es liegt in der späteren Zellteilungsebene und besteht aus Mikrotubuli und Mikrofilamenten (Aktin).
Die Mitosespindel wird erst zu Beginn der nachfolgenden Prophase gebildet und wird am Präprophaseband orientiert. So wird sichergestellt, dass die Organellen der Zelle bei der Mitose nicht ungleich verteilt werden.